# Пожарское (Кировская область)
Пожарское — опустевшая деревня в Юрьянском районе Кировской области в составе Верховинского сельского поселения.

## География
Находится на расстоянии примерно 5 километров на запад от районного центра поселка Юрья недалеко от села Верховино.

## История
Известна с 1678 года, когда здесь (тогда деревня Ивашка Багина) было учтено 3 двора, в 1764 году учтен 21 житель. В 1873 году было отмечено дворов 6 и жителей 65, в 1905 12 и 126, в 1926 24 и 119, в 1950 4 и 28 соответственно, в 1989 году оставалось 3 жителя.

## Население
Постоянное население не было учтено в 2002 году, так и в 2010.